# Governo della Federazione Russa
Il Governo della Federazione Russa (in russo Прави́тельство Росси́йской Федера́ции?) è un'autorità federale del sistema politico russo investita del potere esecutivo o e disciplinata dalla Costituzione russa (artt. 110-117).
L'autorità è composta dal Primo ministro, dai vicepresidenti e dai ministri federali. In base alla Costituzione, il Presidente della Federazione Russa è capo dello Stato, ma non membro del governo.
La sede ufficiale del governo si trova presso la Casa Bianca di Mosca. L'organo di stampa ufficiale è la Rossijskaja Gazeta.
L'attuale governo della Federazione russa è presieduto dal 16 gennaio 2020 da Michail Mišustin. La sua composizione è stata ufficializzata con decreto presidenziale il 21 gennaio successivo.

## Composizione

### Presidenza
Il Presidente del governo (primo ministro) è nominato dal Presidente della Federazione russa in accordo con la Duma di Stato. La proposta di nomina del primo ministro va presentata entro due settimane dall'entrata in carica del nuovo Presidente della Federazione russa o dalle dimissioni di un precedente governo, oppure entro una settimana dal rigetto da parte della Duma di Stato della proposta di nomina di un altro candidato. La Duma di Stato esamina la candidatura a Presidente del Governo della Federazione russa, proposta dal capo dello Stato, entro una settimana dal giorno della presentazione della candidatura.
Al primo ministro spetta la facoltà di proporre al Presidente i nominativi dei soggetti che andranno a completare la squadra di governo. La funzione principale del primo ministro consiste nello stabilire gli indirizzi fondamentali dell'attività governativa e nell'organizzare il suo funzionamento. Nei casi di morte, dimissioni o inabilitazione del capo dello Stato, il primo ministro ne assolve temporaneamente le prerogative.

### Altri organi
Altri organi principali del governo russo sono i vicepresidenti e i ministri. Il governo si avvale anche di comitati, commissioni ed agenzie.

## Scioglimento
Il governo può essere sciolto nel caso in cui vengano presentate le dimissioni davanti al capo dello Stato, nel caso in cui quest'ultimo decida di dimissionarlo o nel caso di sfiducia da parte della Duma di Stato.

## Funzioni
In base all'articolo 114 della Costituzione russa al governo sono attribuite svariate funzioni. Esso:
- Elabora e presenta alla Duma il bilancio federale e provvede alla sua esecuzione; presenta alla Duma il rendiconto sull'esecuzione del bilancio federale; presenta alla Duma le relazioni annuali sui risultati della propria attività e sulle questioni sollevate dalla Duma;
- Assicura l'attuazione di un'unica politica finanziaria, creditizia e monetaria; Assicura l'attuazione di un'unica politica statale nell'ambito della cultura, della scienza, dell'istruzione, della salute, della previdenza sociale e dell'ambiente;
- Esercita l'amministrazione della proprietà federale;
- Realizza provvedimenti per assicurare la difesa nazionale, la sicurezza e la gestione della politica estera della Federazione Russa;
- Adotta le misure per assicurare il rispetto della legalità, dei diritti e delle libertà dei cittadini, nonché la tutela della proprietà e dell'ordine pubblico;
- Esercita altre funzioni attribuitegli dalla Costituzione, dalle leggi federali e dai decreti del capo dello Stato.